# 任桂林
任桂林（1915年6月23日—1989年），男，河北束鹿人，中国戏曲艺术家、教育家，中国戏剧家协会理事，曾任中国戏曲学院副院长。